# Gnadenhuetten
Gnadenhütten (Gnadenhuetten), selo Delaware Indijanacana mjestu sadašnjeg Gnadenhuttena, u okrugu Tuscarawas blizu New Philadelphie, Ohio. Osmog dana mjeseca ožujka 1782., kapetan David Williamson sa svojom milicijom izvršio je pokolj nad miroljubivim pokrštenim Delavarcima (Masakr u Gnadenhuttenu), pobivši 96 stanovnika sela. Na mjestu pokolja misionari su podignuli 11 metara visok spomenik uz natpis  'Here triumphed in death ninety Christian Indians, March 8, 1782.' . Postojala su još dva Delaware-sela koja su nosila ovo ime.

## Vanjske poveznice
- The Official Web Site For The Village Of Gnadenhutten  Arhivirana inačica izvorne stranice od 5. studenoga 2008. (Wayback Machine)